# Tillenberge
Die Tillenberge sind ein Naturschutzgebiet in der niedersächsischen Stadt Nordhorn im Landkreis Grafschaft Bentheim.

## Allgemeines
Das Naturschutzgebiet mit dem Kennzeichen NSG WE 009 ist 96 Hektar groß und liegt in den Gemarkungen Brandlecht und Hesepe. Es ist nahezu identisch mit dem 2004 ausgewiesenen, gleichnamigen FFH-Gebiet „Tillenberge“. Das Gebiet steht seit dem 21. Juli 2001 unter Naturschutz. Es war zunächst als „Brandlechter Vechtetal und Tillenberge“ ausgewiesen. 2018 wurde die Naturschutzverordnung neu gefasst und das Gebiet zum 19. April 2018 als Naturschutzgebiet „Tillenberge“ ausgewiesen. Das zum 14. November 1936 ausgewiesene, circa 16 Hektar große Naturschutzgebiet „Tillenberge“ war im Naturschutzgebiet „Brandlechter Vechetal und Tillenberge“ aufgegangen. Zuständige untere Naturschutzbehörde ist der Landkreis Grafschaft Bentheim.

## Beschreibung
Das Naturschutzgebiet liegt südöstlich von Nordhorn im Niederungsbereich der Vechte und den angrenzenden Tillenbergen, einer Binnendünenlandschaft. Im Niederungsbereich der Vechte sind Hartholzauwälder und mehrere, zum Teil mit dem Fluss verbundene, Altarme, Stillgewässer und Gräben zu finden. Das Naturschutzgebiet ist Lebensraum von Steinbeißer und Bitterling. Teile der Flächen werden als Grünland bewirtschaftet. An den Talrändern sind Eichen-Mischwälder und teilweise mesophile Buchenwälder zu finden. Die Binnendünen der Tillenberge im nördlichen Bereich des Naturschutzgebietes werden von Heide und Grasflächen geprägt. Hier kommen Zwergstrauchheide mit Besen- und Glockenheide sowie Krähenbeere und Ginster sowie auch Grasfluren mit Silbergras, Rotem und Weißem Straußgras vor. Teile der Heide sind mit Wacholder verbuscht (→ Wacholderheide). Teilweise stocken lichte Bestände von Birken-Eichen-Krattwald. Feuchte Senken sind teilweise vermoort. Die Dünenbereiche sind Lebensraum u. a. verschiedener Sandbienen und der Zauneidechse.
Seit Anfang 1996 werden etwa 20 Hektar des Naturschutzgebietes im Bereich der Tillenberge durch den Tierpark Nordhorn betreut und gepflegt. Um der drohenden Verbuschung der Heideflächen zu begegnen, werden sie mit Bentheimer Landschafen beweidet. Ein Teil der Tillenberge dient als Naherholungsgebiet, das ausschließlich auf gekennzeichneten Wegen begangen werden darf. Zum Schutz der empfindlichen Ökosysteme besteht ein Besucherlenkungskonzept. Im Süden grenzt das Naturschutzgebiet an die Wohnbebauung von Brandlecht und das Gut Brandlecht. Durch das Naturschutzgebiet verläuft eine Straße, die Brandlecht mit Hesepe verbindet.